# أنيت تسيغلر
أنيت تسيغلر (بالإنجليزية: Annette Ziegler)‏ هي قاضية ومحامية أمريكية، ولدت في 6 مارس 1964 في غراند رابيدز في الولايات المتحدة.

## وصلات خارجية
- أنيت تسيغلر على موقع إن إن دي بي (الإنجليزية)